# Antona fixa
Antona fixa là một loài bướm đêm thuộc phân họ Arctiinae, họ Erebidae.